# 小行星3415
小行星3415（3415 Danby）是一颗绕太阳运转的小行星，为主小行星带小行星。该小行星于1928年9月22日发现。

## 轨道参数
小行星3415的轨道半长轴为3.9619590 UA，离心率为0.249。